# La Pesse
La Pesse é uma comuna francesa na região administrativa de Borgonha-Franco-Condado, no departamento de Jura. Estende-se por uma área de 24,26 km². Em 2010 a comuna tinha 344 habitantes (densidade: 14,2 hab./km²).